# شارون جليس
شارون جليس (بالإنجليزية: Sharon Gless)‏ هي ممثلة أمريكية، ولدت في 31 مايو 1943 بلوس أنجلوس في الولايات المتحدة. بدأت مشوارها المهني سنة 1971.

## أعمال

### مسلسلات
- أحرار الجنس مثل الناس

## وصلات خارجية
- شارون جليس على موقع IMDb (الإنجليزية)
- شارون جليس على موقع ميوزك برينز (الإنجليزية)
- شارون جليس على موقع أول موفي (الإنجليزية)
- شارون جليس على موقع قاعدة بيانات الأفلام السويدية (السويدية)
- شارون جليس على موقع إن إن دي بي (الإنجليزية)
- شارون جليس على موقع قاعدة بيانات الفيلم (الإنجليزية)
- شارون جليس على موقع كينوبويسك (الروسية)